# Raad Justitie en Binnenlandse Zaken
De Raad Justitie en Binnenlandse Zaken (JBZ-Raad) is een configuratie van de Raad van de Europese Unie. De raad vergadert gemiddeld één keer in de twee maanden en bestaat uit voornamelijk de ministers van Binnenlandse Zaken van de lidstaten van de Europese Unie. In bepaalde gevallen kan het voorkomen dat de lidstaat wordt vertegenwoordigd door de minister van Justitie. De raad wordt voorgezeten door de minister van de lidstaat die op dat moment voorzitter van de Europese Unie is.
De voornaamste taak van de raad is het tot stand brengen van geharmoniseerde wetgeving met betrekking tot de portefeuilles Justitie en Binnenlandse Zaken. Daarnaast worden er beslissingen genomen over de werking van het Schengengebied en het asiel- en migratiebeleid. 